# Vila Lützow
Vila Lützow (rovněž Lützowova vila) je samostatně stojící empírový objekt v Karlových Varech ve stylu eklekticismu, postavený v polovině 19. století. Nachází se ve svahu nad pravým břehem říčky Teplá asi 160 metrů severovýchodně od karlovarského Vřídla.
Od roku 1964 je vila spolu s parkem, ve kterém se nachází rondel s plastikou kočky, chráněna jako kulturní památka.

## Historie a baron Lützow
August Friedrich Ulrich von Lützow byl významný karlovarský občan. Narodil se 13. prosince 1795 v meklenburském Schwerinu. Jeho manželka, která zemřela krátce po porodu jejich syna, mu přinesla značné věno. Osamělý 45letý Lützow odejel roku 1840 do Karlových Varů, aby se zde léčil. Lázně ho okouzlily, dům v Německu prodal a roku 1846 se do Karlových Varů přestěhoval. Přestože byl karlovarským dosídlencem, stal se na dalších 26 let štědrým mecenášem. Nechal postavit řadu objektů, které pak věnoval městu, např. chudobinec pod Třemi kříži, nebo koupil pro město pozemek pro stavbu evangelického hřbitova v Drahovicích. Pomáhal dary místním, které postihlo nějaké neštěstí.
S karlovarskou radnicí měl však časté spory a radním se vysmíval. Plastiku kočky sedící na vysokém sloupu nedaleko své vily otočil zadkem směrem k Tržišti, kde tehdy stála karlovarská radnice. Hovořilo se o tom, že to byla provokace vůči radním, kteří mu nepovolili stavbu vlastní lanovky od kolonády k jeho vile. Jiná verze legendy ovšem hovoří, že tím chtěl zesměšnit radní kvůli pomníku Karla IV. ve špatných rozměrech, postavenému radnicí u příležitosti oslav 500. výročí založení města v roce 1858. Jako zesměšnění tradované pověsti o objevení Vřídla Karlem IV. díky skoku jelena ze skály zvané Jelení skok nechal pod Jelením skokem instalovat v roce 1851 sochu kamzíka na znamení, že jen kamzík by mohl zdolat skalnatý sráz. Socha se paradoxně časem stala symbolem lázeňského města.
Nakonec však podivínský vtipálek baron Lützow dostal v roce 1853 od radnice čestné občanství města. Nešlo totiž přehlížet, že jako mecenáš pomáhal chudým i městu Karlovy Vary. Baron zemřel v Karlových Varech v 77 letech a jeho pohřeb 19. srpna 1872 za vysoké účasti místních byl dnem smutku pro celé město. Pohřben byl na evangelickém hřbitově v Drahovicích, který sám založil.
Po smrti barona šla jeho honosná vila do dražby. Protože baron zůstal bezdětný, jeho vila po smrti připadla městu. Vše se rozprodalo, včetně originálů krajinomaleb v interiéru vily. Samotnou vilu zakoupil Theodor von Zedwitz a nazval ji svým jménem. Nikdo si však na nové pojmenování nezvykl a vile se stále říkalo vila Lützow. Plastiky a sochy z okolí vily byly umístěny na různá místa ve městě a do dnešních dnů se z významných soch zachovala pouze socha kočky.
V adresáři z roku 1896 je jako majitel vily uveden Ludwig Knoll. Až do roku 1930 držela vilu manželka advokáta Johanna Knollová. V letech 1935-1939 jsou zapsáni jako majitelé Anton a Marie Dietlovi. Po druhé světové válce se stala Lützowova vila obytným domem. Teprve v roce 1971 ji koupila Česká správa dopravních letišť Praha. Po rekonstrukci ji změnila na rekreační sídlo pro své zaměstnance. Po sametové revoluci koupil vilu soukromý investor. Po rekonstrukci a citlivých opravách slouží jako soukromé rodinné sídlo. Zrekonstruovaná vila je veřejnosti nepřístupná.

## Stavební podoba

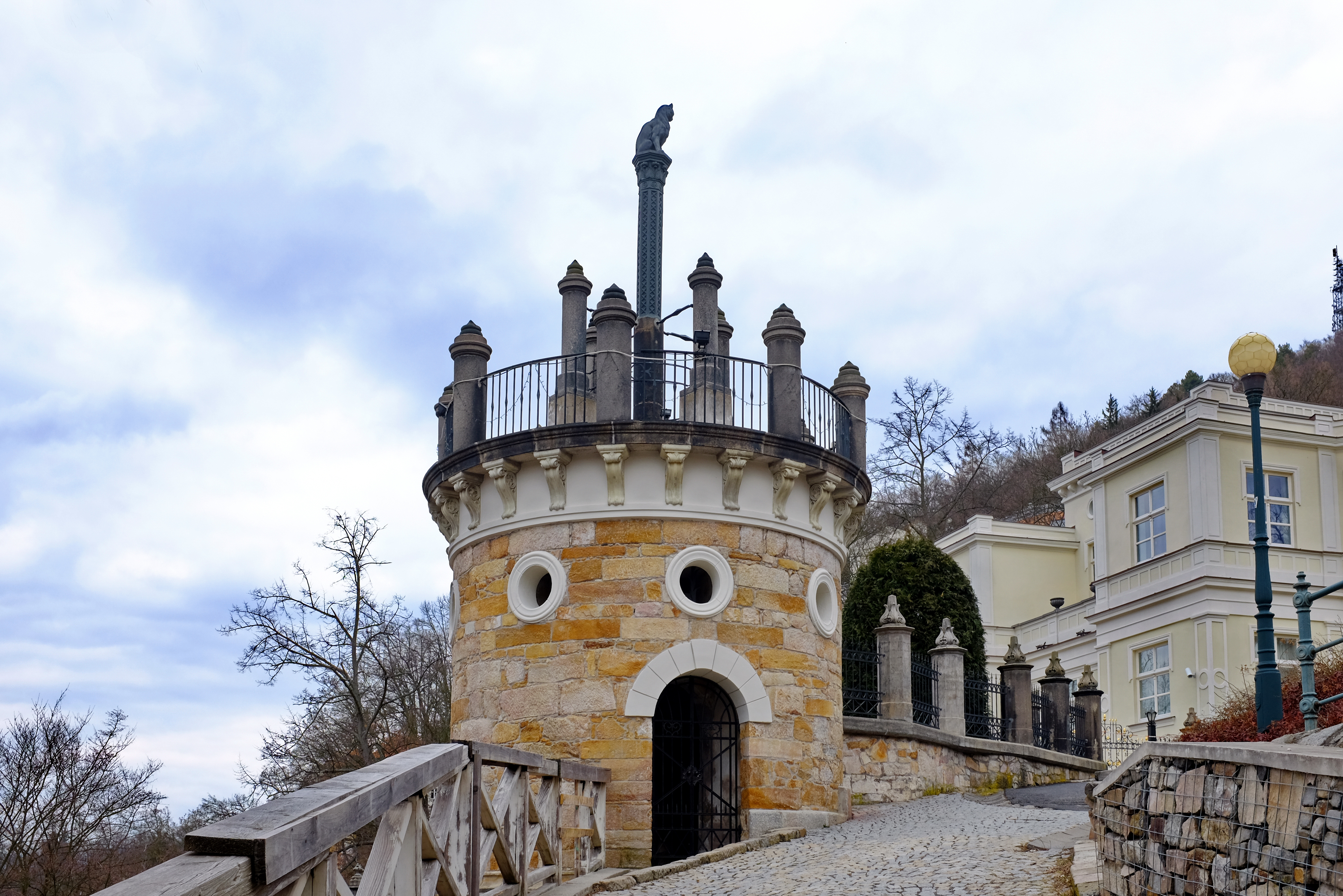
Rondel se sochou kočky

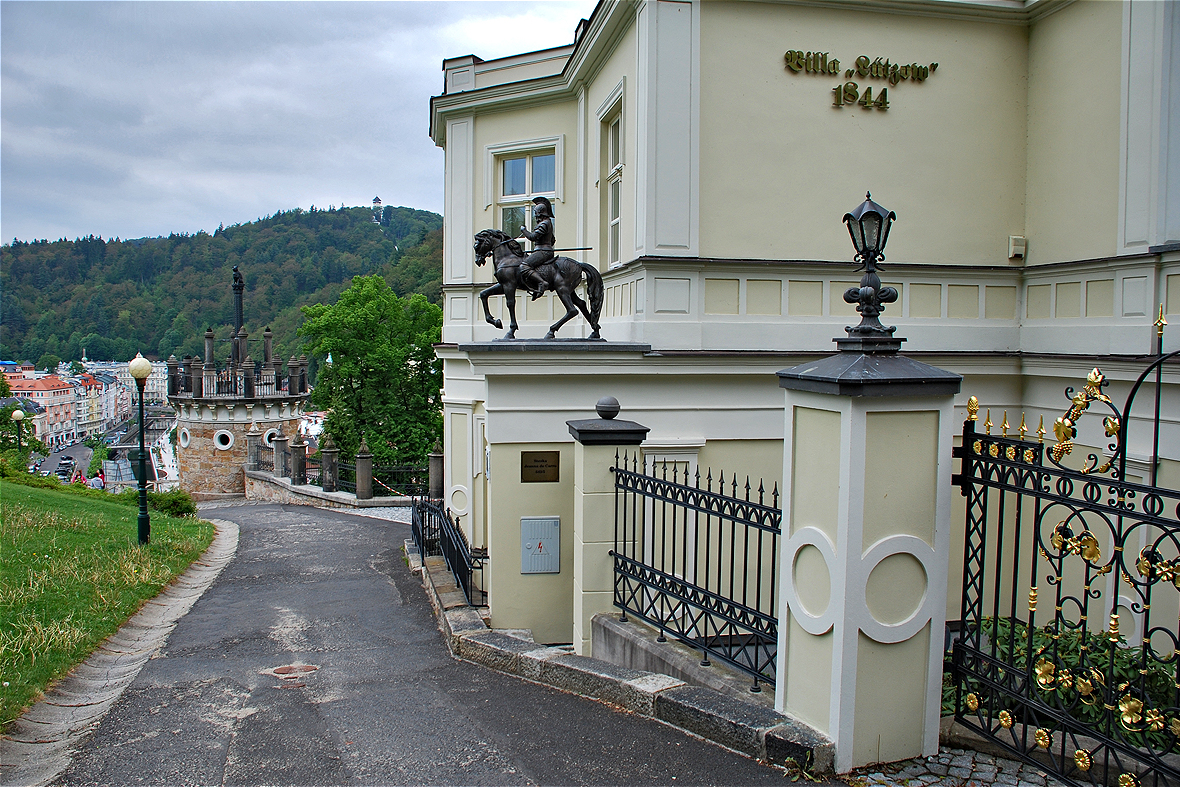
Pohled od severovýchodu

Originální plány se nedochovaly, a proto se neví, kdo byl autorem architektonického konceptu. Je pravděpodobné, že jeho přítel berlínský sochař August Kiss, se kterým se o stavbě domu radil, mu doporučil nějakého německého architekta.
Z návrhu vzešla empírová vila v módním romantickém stylu letohrádku připomínající anglické hrady. Stavbou pověřil baron karlovarské stavitele Johanna Knolla. Stavba byla zahájena v roce 1853 a dokončena v roce 1854.
Stavebním pojetím se vila vymyká všem stavbám ze své doby v Karlových Varech. Byla jedním z prvních vilových objektů v Karlových Varech i v severozápadních Čechách.
Během stavebních prací baron mluvil do všeho a své představy v průběhu výstavby často měnil. Výsledkem je rozsáhlá romantizující vila v asymetrické dispozici vybudovaná ve svahu. Z horní strany je jednopatrová, ze spodní strany dvoupatrová. Je rozčleněna do tří částí, jež tvoří nárožní rizality, ustupující převýšení a střední část v podobě masivních věžic. Zastřešení je ploché s přímou atikovou zdí a náznakem cimbuří. Fasádu člení kordonové římsy a pilastry s toskánskými hlavicemi. V přízemí byla ve střední ose původně otevřená lodžie s pilíři, vynášejícími terasu v patře. Dnešní předsazené zahradní schodiště bylo provedeno až dodatečně. Okna jsou šestidílná s profilovanými římsami windsorského typu. Zajímavě byl vyřešen i interiér. V přízemí byl osmiboký sál půdorysně zalomený vloženými koutovými krby, salon v patře byl převýšený a nad širokým oknem se vstupem na terasu byl osvětlován ještě kruhovými okénky. Kolem vily se rozprostírá romantizující terasová zahrada s napodobeninami dvou bašt, množstvím tajemných zákoutí, jeskyň, doplněná glorietem, pergolami a altánky. K vile s výhledem na panorama města patří rotunda se sochou kočky, terasa se schodištěm a zahrada s altánem.